# 露天風呂での組織的盗撮事件
露天風呂での組織的盗撮事件（ろてんぶろでのそしきてきとうさつじけん）とは、2019年から2021年にかけて盗撮マニアグループが全国の露天風呂で女性客の盗撮を繰り返していた事件である。盗撮した映像はグループのメンバー間で共有され、鑑賞のための「上映会」も行われていたという。
2021年12月にリーダー格の男Aを含む男ら3人が逮捕されたことを皮切りに、2023年2月時点で合計16人の男が静岡県警察により逮捕されている（後述）。全容はまだ掴めていないものの、盗撮の被害を受けた施設等は80ヵ所以上、押収品は1,200点以上となっており、グループのメンバーは100人以上とみられている。

## 概要

### 被害場所
盗撮等の被害が確認された場所は以下の通りである。
- 茨城県の露天風呂[4]、住宅[5]
- 神奈川県の露天風呂[6]
- 岐阜県の露天風呂[7]
- 静岡県の露天風呂[7]
- 兵庫県の露天風呂[8]
- 北海道の露天風呂[7]

### 手口
盗撮には様々な種類のカメラが用いられていた。脱衣所で小型カメラを用いて撮影したり、100m以上離れた山中から望遠カメラを用いて撮影したりしていた。
依頼して盗撮してもらう「依頼盗撮」もあった。客の男は盗撮してほしい女性を温泉に呼び込み、待ち構えている男Aが盗撮した。
睡眠薬（デートレイプドラッグ）で女性を眠らせて性犯罪に及ぶこともあり、「眠り姫」と呼ばれていた。

### 特徴と対策
静岡県警は、盗撮犯が狙う施設の特徴として5つの特徴を挙げた。
1. 若い女性が多く訪れる日帰り入浴施設[6]
2. 男湯・女湯が入れ替わる
3. 見通しを妨げるものがない
4. 山に撮影可能な場所がある
5. 山の出入り口に防犯カメラがない

その上で、盗撮への対策として「防犯カメラの設置」「外部から見えにくい施設への改良」「不審な人・車の警戒」の3つを示した。また、露天風呂の外壁にLED照明を設置して山側を照らすことで、山側から見ると逆光になるようにした旅館もある。

## 逮捕
男Aを含む最初の3人が逮捕されたきっかけは、2021年10月の静岡県藤枝市での職務質問であった。職務質問によりノコギリの所持が判明したため、男Aらは銃刀法違反で逮捕された。すると「盗撮に邪魔な木を切るため」と供述したことから、全国規模の組織的盗撮の可能性が浮上した。
その後、実際に盗撮マニアグループの存在が判明し、メンバーが次々に逮捕されることとなった。容疑は迷惑防止条例違反（盗撮）の他、児童ポルノ禁止法違反や建造物侵入罪等である。

### リーダー格の男A
男Aは盗撮画像を投稿するアダルト掲示板で知り合った男たちと共謀し、複数の都道府県の露天風呂において女性客を盗撮していた。インターネット上では盗撮のカリスマと呼ばれていた。盗撮グループのメンバーだった別の男によると、男Aは露天風呂盗撮界の有名人であり、「盗撮好きなら一度は彼の動画を見たことがある」のではないかと述べている。
盗撮歴は約30年で、沖縄県を除く46都道府県で盗撮を繰り返し、1万人以上を盗撮したと供述している。盗撮動画は盗撮販売サイトで販売し、相当なお金を稼いでいたという。2013年には少女が写った動画を販売したことにより、児童ポルノ禁止法違反で茨城県警に逮捕された。
1人で行動することも多かったが、特に連休には若い女性も多くなり「撮れ高」が良いため、チームを組んで温泉盗撮旅に出ることもあった。遠出するときには周到な準備を行っていた。移動履歴が分からないように高速道路を避け、撮影の邪魔にならないように盗撮前夜に草や枝を除去し、宿泊履歴が残らないように車中泊を行うなどしていたという。

### 逮捕者の一覧
2023年2月時点での逮捕者は以下の16人である。年齢は逮捕当時のものである。複数回逮捕された者については、最初の逮捕日を記載している。
| 逮捕者    | 職業                      | 居住地           | 逮捕日     | 備考・参照記事                    |
| --------- | ------------------------- | ---------------- | ---------- | --------------------------------- |
| 49歳の男A | 無職                      | 茨城県行方市     | 2021年12月 | リーダー格                        |
| 32歳の男  | 無職                      | 岡山県岡山市     | 2021年12月 | 懲役3年、執行猶予4年              |
| 40歳の男  | 地方公務員 （鹿児島県庁） | 鹿児島県鹿屋市   | 2021年12月 | 懲役2年、執行猶予3年 懲戒免職処分 |
| 39歳の男  | 会社員                    | 北海道苫小牧市   | 2022年1月  | [ 11 ]                            |
| 40代の男  | 国家公務員                | 三重県           | 2022年2月  | 懲役2年、執行猶予3年              |
| 43歳の男  | 飲食店店員                | 千葉県市川市     | 2022年7月  | 懲役1年、執行猶予3年              |
| 34歳の男  | 無職                      | 大阪府八尾市     | 2022年7月  | [ 15 ]                            |
| 29歳の男  | 水産作業員                | 茨城県潮来市     | 2022年8月  | [ 5 ]                             |
| 60歳の男  | 会社役員                  | 東京都世田谷区   | 2022年9月  | 不起訴処分                        |
| 47歳の男  | 会社員                    | 埼玉県八潮市     | 2022年10月 | [ 18 ]                            |
| 52歳の男  | 派遣社員                  | 東京都北区       | 2022年11月 | [ 19 ]                            |
| 34歳の男  | 無職                      | 京都府亀岡市     | 2022年11月 | 懲役2年、執行猶予4年              |
| 31歳の男  | 公安調査庁職員            | 東京都東久留米市 | 2023年1月  | 罰金10万円の略式命令              |
| 31歳の男  | 医師                      | 東京都           | 2023年2月  | [ 24 ]                            |
| 20歳の男  | 無職                      | 栃木県           | 2023年2月  | [ 24 ]                            |
| 54歳の男  | 無職                      | 北海道           | 2023年2月  | [ 24 ]                            |